# Dreyers Gertrud
|  | Denne artikel er oprettet af botten Steenthbot ud fra en ekstern database. Den kan derfor have sproglige fejl eller mangler. Denne skabelon kan fjernes efter kontrol af indholdet. |

Dreyers Gertrud er en dansk dokumentarfilm fra 2022 instrueret af Daniel Bødker Sørensen.

## Handling
Beundret af få, forkastet af mange. Carl Th. Dreyers sidste film 'Gertrud' affødte allerede ved premieren i 1964 stærke reaktioner verden over. Produceret i Danmark og med en række populære skuespillere formåede 'Gertrud' alligevel at placere sig milevidt fra de folkekomedier og ugebladsfilmatiseringer, som ellers dominerede dansk film dengang. Dette er den fascinerende og til tider tragiske historie om tilblivelsen af et af filmhistoriens mest enestående værker.

## Medvirkende
- Casper Tybjerg
- Jens Ravn
- Arne Abrahamsen
- Bent Melchior
- Lars Knutzon
- Morten Grunwald
- Lone Hertz
- Peter Lind
- Stig Hoffmeyer
- Lotte Wæver
- Annette Rosenvold Hvidt